# It Ain't Easy (Ron Davies)
It Ain't Easy is een nummer geschreven en oorspronkelijk opgenomen door Ron Davies. In 1970 verscheen het op zijn album Silent Song Through the Land en in 1973 in een nieuwe versie op U.F.O..
In 1970 werd het nummer door Three Dog Night opgenomen voor hun album It Ain't Easy, in 1971 door Long John Baldry op het album It Ain't Easy en eveneens in 1971 door de band van Mitch Ryder op hun album Mitch Ryder's Detroit.
Korte tijd later nam David Bowie het nummer op voor zijn album The Rise and Fall of Ziggy Stardust and the Spiders from Mars, wat werd uitgebracht in 1972. Hij nam het nummer oorspronkelijk op tijdens de sessies voor zijn voorgaande album Hunky Dory. In december 1972 werd het ook uitgebracht op de B-kant op de Europese, Amerikaanse en Japanse heruitgave van "Space Oddity". Een week voordat hij de studioversie van het nummer opnam, zong hij het nummer ook tijdens een sessie voor de BBC, wat in 2000 verscheen op het album Bowie at the Beeb. In 1972 bracht Dave Edmunds het nummer ook uit op zijn album Rockpile.
In 1994 brachten Siam en Tony Mills het nummer uit op hun album The Language of Menace. Andere covers van het nummer zijn gemaakt door The Raconteurs, Five Horse Johnson, Claudia Lennear (die het nummer leerde kennen na haar ontmoeting met Bowie tijdens zijn Amerikaanse tournee in 1972), Graham Bonnet, Ribeye Brothers, Techno Cowboy en The Scarred.

## Muzikanten (versie David Bowie)
- David Bowie: zang, akoestische gitaar
- Mick Ronson: elektrische gitaar
- Trevor Bolder: basgitaar
- Mick "Woody" Woodmansey: drums